# Сытинский сельсовет
Сытинский сельсовет — сельское поселение в Лунинском районе Пензенской области Российской Федерации.
Административный центр — село Сытинка.

## История
Статус и границы сельского поселения установлены Законом Пензенской области от 2 ноября 2004 года № 690-ЗПО «О границах муниципальных образований Пензенской области».

## Население
| 2002 | 2010 | 2012  | 2013  | 2014  | 2015 | 2016 |
| ---- | ---- | ----- | ----- | ----- | ---- | ---- |
| 992  | ↘694 | ↗1063 | ↘1057 | ↘1017 | ↘993 | ↘965 |
| 2017 | 2018 | 2021  |       |       |      |      |
| ↘930 | ↘913 | ↘639  |       |       |      |      |

## Состав сельского поселения
| № | Населённый пункт | Тип населённого пункта       | Население |
| - | ---------------- | ---------------------------- | --------- |
| 1 | Анучино          | село                         | ↘25       |
| 2 | Головачевка      | село                         | ↘4        |
| 3 | Госсортучасток   | населённый пункт             | ↘44       |
| 4 | Липяги           | село                         | ↘182      |
| 5 | Сытинка          | село, административный центр | ↘431      |
| 6 | Танеевка         | село                         | ↘334      |
| 7 | Тоузаково        | село                         | ↘77       |